# Persicaria obtusifolia
Persicaria obtusifolia är en slideväxtart som först beskrevs av Täckh. & Boulos, och fick sitt nu gällande namn av Werner Rodolfo Greuter och Hervé Maurice Burdet. Persicaria obtusifolia ingår i släktet pilörter, och familjen slideväxter. Inga underarter finns listade i Catalogue of Life.